# Романсы (альбом)
«Романсы» — двадцатый студийный альбом российской певицы Татьяны Булановой, выпущенный в 2010 году на лейбле «Бомба-Питер». Продюсером альбома выступил Николай Тагрин.

## Об альбоме
Как понятно из названия, на альбоме содержатся популярные русские романсы в интерпретации Татьяны Булановой. Работа над альбомом началась ещё в 2005 году, спустя три года альбом был готов к выпуску, однако релиза так и не случилось. Два года альбом пролежал на полке, пока в 2010 году лейбл Бомба-Питер всё же не решился его издать. Запись диска проходила на студии «Маэстро» в Санкт-Петербурге.

## Отзывы критиков
Российский музыкальный критик Гуру Кен дал альбому всего три звезды из десяти, заявив, что Татьяна Буланова записала весьма скверный, халтурный, сделанный на коленке альбом. Все песни, по его мнению, снабжены аккомпанементом из плоского кабацкого набора: если вальс — то от первого до последнего такта бренчит три четверти гитара, нелепые клавишные тембры изображают саксофоны и рояли, а если танго — то кондовый ритм танго из автоаккомпанемента на детских учебных клавишных от первого до последнего такта оживляется псевдо-фаготами и псевдо-скрипками. Также он заметил, что Буланова все песни исполняет без разбора на одной-единственной интонации, он посчитал это «позорным» для певицы такого статуса.
Михаил Дюков в своём обзоре для портала Blatata предположил, что это очередной эксперимент самой исполнительницы. По его мнению, она попыталась сделать пластинку в манере эмигрантских певцов или питерских цыган начала двадцатого века.

## Список композиций
| №                   | Название                        | Текст песни           | Музыка              | Длительность |
| ------------------- | ------------------------------- | --------------------- | ------------------- | ------------ |
| 1.                  | «Он уехал»                      | Сергей Донауров       | неизвестен          | 2:16         |
| 2.                  | «Отцвели хризантемы»            | Василий Шумский       | Николай Харито      | 3:04         |
| 3.                  | «По диким степям Забайкалья»    | народные              | народная            | 3:09         |
| 4.                  | «Только раз»                    | Павел Герман          | Борис Фомин         | 2:54         |
| 5.                  | «Скажите, почему?»              | Оскар Строк           | Оскар Строк         | 3:20         |
| 6.                  | «Белой акации гроздья душистые» | Михаил Матусовский    | Вениамин Баснер     | 3:23         |
| 7.                  | «Если можешь, прости»           | Иосиф Аркадьев        | Джованни Раймондо   | 3:48         |
| 8.                  | «Раскинулось море широко»       | Николай Щербин        | Александр Гурилёв   | 3:15         |
| 9.                  | «Руки»                          | Василий Лебедев-Кумач | Илья Жак            | 3:31         |
| 10.                 | «Гори, гори моя звезда»         | народные              | народная            | 3:50         |
| Общая длительность: | Общая длительность:             | Общая длительность:   | Общая длительность: | 32:35        |